# 萨韦里奥·拉尼奥
萨韦里奥·拉尼奥（義大利語：Saverio Ragno，1902年12月6日—1969年4月22日），意大利男子击剑运动员。他曾参加1932年夏季奥运会、1936年夏季奥运会和1948年夏季奥运会，共获得1枚金牌和3枚银牌。他的女儿安东内拉·拉尼奥-隆齐是1972年夏季奥运会击剑比赛金牌得主。